# Beaucourt-sur-l’Ancre
Beaucourt-sur-l’Ancre (picardisch Bieucourt-su-l’Inke) ist eine nordfranzösische Gemeinde mit 89 Einwohnern (Stand: 1. Januar 2022) im Département Somme in der Region Hauts-de-France. Die Gemeinde gehört zum Kanton Albert und ist Teil der Communauté de communes du Pays du Coquelicot.

## Geographie
Die Gemeinde, die an das Département Pas-de-Calais grenzt, liegt am rechten Ufer des Flüsschens Ancre. An der Ancre entlang verlaufen die Départementsstraße D50 und die Bahnstrecke Paris–Lille.

## Geschichte
Die Gemeinde, die im Ersten Weltkrieg zerstört wurde, erhielt als Auszeichnung das Croix de guerre 1914–1918.

## Einwohner
| 1962 | 1968 | 1975 | 1982 | 1990 | 1999 | 2006 | 2010 |
| ---- | ---- | ---- | ---- | ---- | ---- | ---- | ---- |
| 132  | 127  | 111  | 103  | 90   | 87   | 76   | 98   |

## Verwaltung
Bürgermeister (maire) ist seit 2001 Jean-Claude Chatelain.

## Sehenswürdigkeiten
- Die nach 1918 wieder aufgebaute Kirche Saint-Pierre
- Englische Gedenksäule bei der Kirche